# NGC 5474
NGC 5474 ist eine spiralförmige Zwerggalaxie vom Typ Sc im Sternbild Großer Bär und 17 Millionen Lichtjahre von der Milchstraße entfernt. 
NGC 5474 gehört zur Messier-101-Gruppe, einer Galaxiengruppe, deren bekanntestes Mitglied die namensgebende Galaxie Messier 101 ist. Die Nähe dieses Objektes hat durch ihre gravitativen Kräfte das Aussehen von NGC 5474 stark verzerrt.
Sie wurde am 1. Mai 1788 von William Herschel entdeckt.

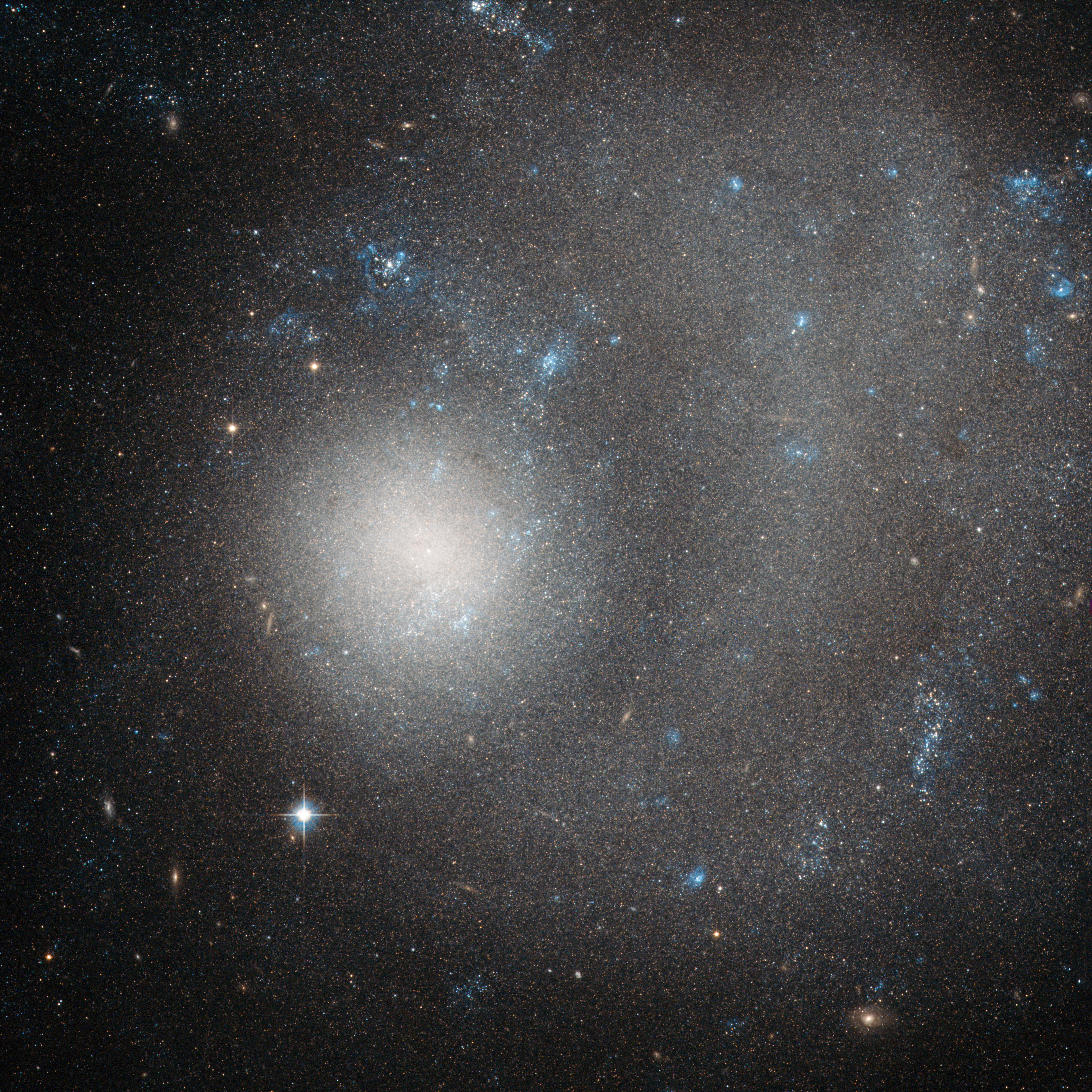
Aufnahme mithilfe des Hubble-Weltraumteleskops
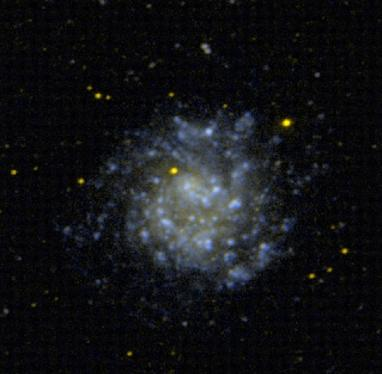
Die Galaxie NGC 5474 im ultravioletten Spektralbereich, aufgenommen von Galaxy Evolution Explorer